# 政所重三郎

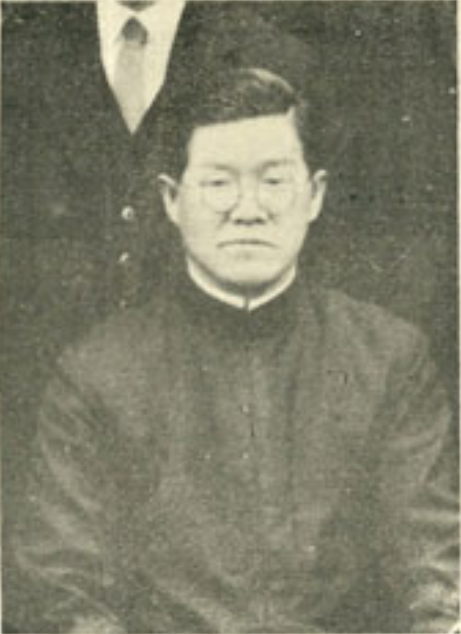
政所重三郎

政所 重三郎（まんどころ しげさぶろう、1884年（明治17年）2月 - 没年不詳）は、日本の教育者。台湾総督府官僚。嘉義市尹、新竹市尹、花蓮港庁長。

## 経歴
北海道樺戸郡新十津川村（現在の新十津川町）出身。北海道第一師範学校を経て、1909年（明治42年）に東京高等師範学校を卒業した。青森県師範学校教諭・訓導、栃木県立宇都宮高等女学校教諭、大倉商業学校教諭を歴任。1919年（大正8年）10月、高等試験行政科に合格。台湾総督府理事官となり、台中州税務課勤務、同教育課長、台中高等女学校校長事務取扱、高雄州地方課長、事務官・台湾総督府殖産局山林課長を歴任し、1930年（昭和5年）に嘉義市尹に就任した。1932年（昭和7年）に新竹市尹となり、花蓮港庁長を経て、1935年（昭和10年）から台湾総督府視学官を務めた。1936年（昭和11年）に退官した。